# جبال القيصر
جبال القيصر أو سلسلة جبال القيصر (بالألمانية: Kaisergebirge)‏ هي سلسلة جبال في جبال الألب الشمالية وجبال الألب الشرقية. تقع الجبال في مقاطعة طيرول النمساوية بين بلدة كُفشتَين ومدينة القديس يوحنا في طيرول. تقدم جبال القيصر بعضًا من أجمل المناظر الطبيعية في جميع جبال الألب الشمالية من الحجر الجيري.